# آنا بارون
آنا بارون (بالإسبانية: Ana Baron)‏ هي كاتِبة ومراسلة وصحفية أرجنتينية، ولدت في 1950 في بوينس آيرس في الأرجنتين، وتوفيت في 21 أغسطس 2015 في نيويورك في الولايات المتحدة بسبب سرطان.